# 원신궁주
원신궁주(元信宮主, 생몰년 미상)는 고려의 후궁으로 제13대 왕 선종의 제3비이다. 본관은 인천(또는 인주, 경원)이다. 문종에게 3명의 딸을 왕비로 들여보낸 이자연(李子淵)의 손녀이며, 평장사(平章事) 이정(李頲)의 딸이다. 사숙왕후는 사촌간이고, 정신현비는 육촌간이었다. 계림공(鷄林公, 훗날의 숙종)의 정변에 오빠 이자의가 처형되면서 그녀도 출궁당하고, 경원군(지금의 인천광역시)으로 유배당하였다.

## 설화
선종과의 사이에서 아이가 잉태되지 못하다가 원신궁주의 꿈에 도승 두 분이 나타나 산에 가면 두개로 갈라진 바위가 있는데 그곳의 존재들이라며 배가 고프다면서 그곳에 불상을 조성하고 음식 공양을 해 줄것을 부탁을 하는 꿈을 꾼 후, 선종에게 이야기를 한 후 찾은 곳이 지금의 경기도 파주 장지산(長芝山)의 용암사(龍岩寺)이다. 그곳 화강암 암석에 둥근 갓을 쓴 남상, 사각 갓을 쓴 여상의 마애미륵불상을 새긴 후 아들을 낳았다는 전설이 있다.

## 가계
- 조부 : 이자연(李子淵)
- 조모 : 계림국대부인(鷄林國大夫人)
  - 아버지 : 이정(李頲)
  - 어머니 : 상당현군 왕씨(上黨縣君 王氏) 
    - 남편 : 선종(宣宗)
      - 아들 : 한산후(漢山侯)